# Wybory parlamentarne w Korei Północnej w 1990 roku
Wybory parlamentarne w Korei Północnej w 1990 roku odbyły się w niedzielę 22 kwietnia 1990. Koreańczycy wybierali 687 deputowanych do Najwyższego Zgromadzenia Ludowego KRLD, którego pierwsza powyborcza sesja odbyła się w dniach 24-26 maja 1990 roku.

## Wyniki wyborów
Według oficjalnych wyników wyborów koalicja Demokratycznego Frontu na rzecz Zjednoczenia Ojczyzny, w skład której wchodzą trzy partie polityczne, zdobyła wszystkie miejsca w północnokoreańskim parlamencie. Frekwencja wynieść miała 99,78%.
| Lista                                                                            | Miejsca | Wynik |
| -------------------------------------------------------------------------------- | ------- | ----- |
| Demokratyczny Front na rzecz Zjednoczenia Ojczyzny:                              | 687     | 100%  |
| Partia Pracy Korei                                                               | 601     |       |
| Koreańska Partia Socjaldemokratyczna                                             | 51      |       |
| Czundoistyczna Partia Czongu                                                     | 22      |       |
| kandydaci niezależni                                                             | 13      |       |
| Suma: 687/100%, frekwencja: 99,78% (dane za Koreańską Centralną Agencją Prasową) |         |       |

Z uwagi na totalitarny charakter północnokoreańskiego państwa oraz brak autentycznego pluralizmu politycznego obserwatorzy wskazują, że wybory nie były demokratyczne, a miały charakter wyborów pokazowych.